# Degà del cos consular
El degà del cos consular és el cap d'oficina consular que ocupa, en aquells estats que reconeixen l'existència d'un Cos Consular, el primer lloc en precedència entre tots els seus integrants, establerta per la data de concessió del seu respectiu exequatur o, en defecte d'això, per la data d'admissió provisional a l'exercici de les seves funcions.